# نصب أمريكا اللاتينية التذكاري
نصب أمريكا اللاتينية التذكاري (باللغة البرتغالية Memorial da América Latina) هو مجمع ثقافي وسياسي وترفيهي من تصميم أوسكار نيماير، افتتح في عام 1989، في ساو باولو بالبرازيل. يمثل التصميم المعماري نصبًا للتكامل الثقافي والسياسي والاجتماعي والاقتصادي لأمريكا اللاتينية، والذي تمتد مساحته إلى 84,482 مترًا مربعًا. تم تطوير المشروع الثقافي بواسطة عالم الأنثروبولوجيا البرازيلي دارسي ريبيرو. حيت أصبح المجمع مؤسسة عامة، مستقلة ذاتيًا وإدارياً، تحتفظ بها حكومة الولاية.